# Carol Haney
Carol Haney (New Bedford, Massachusetts, 24 de diciembre de 1924-Saddle Brook, Nueva Jersey, 10 de mayo de 1964) fue una bailarina y coreógrafa estadounidense.
Se formó en California. En su ciudad natal dirigió su propia escuela de danza (1940-42), Trabajó durante algún tiempo en varios clubes nocturnos, pero pronto fue contratada por las productoras cinematográficas Goldwyn y Columbia (1942-46). Al acabar este contratos trabajó de pareja con Gene Kelly (1948-54), antes y durante las más importantes realizaciones de este: Un americano en París y Cantando bajo la lluvia (1952), Invitación a la danza (1956), y después fue la estrella y coreógrafa de los espectáculos de revista The Pajama Game (1954), Funny Girl (1954), Ziegfield Follies (1956), Flower Drum Song (1958) y A Loss of Roses (1959). Desde 1954 apareció numerosas veces en la televisión, por la que montó varios espectáculos. En 1955 ganó el premio Tony a la Mejor Actriz de Reparto de Musical por Gladys, en el musical The Pajama Game.